# Japan Satellite TV
Japan Satellite TV (kurz: JSTV) ist ein internationaler TV-Sender aus Japan, welcher ähnlich die Deutsche Welle TV und TV5 Monde ein internationales Publikum adressiert. JSTV enthält News- und Kulturprogramm sowie japanische Filme und Sendungen und ist verschlüsselt über Satellit zu empfangen. Viele Hotels und öffentliche Einrichtungen speisen den Sender kostenlos ein, für den Empfang in Kabelnetzen ist ein zusätzliches Abo für ca. 50 Euro monatlich erhältlich.
Gestartet ist JSTV in Europa im März 1990 analog und unverschlüsselt auf dem Satelliten Astra 1A. Hier sendete JSTV im Timesharing mit dem paneuropäischen Unterhaltungssender Lifestyle und dem britischen The Children's Channel. Der gemeinsame Transponder wurde durch JSTV täglich von 21:00 bis 23:00 Uhr MEZ genutzt.
Ab dem 3. Mai 1991 wechselte JSTV auf den Satelliten Astra 1B und dehnte seine Sendezeit deutlich aus. Gesendet wurde nunmehr täglich von 20:00 bis 07:00 Uhr, allerdings wurden die größten Teile des Programms in Videocrypt verschlüsselt ausgestrahlt. Ein großer Teil der Sendungen wurden direkt vom japanischen Sender NHK übernommen. In der sendefreien Zeit sendete auf dem Astra 1B-Transponder anfangs The Children's Channel, ab 1994 CMT-Country Music Television, ab 1997 die BSkyB-Sender Sky Soap, The History Channel UK und The SciFi-Channel UK. 2001 wurde die analoge Ausstrahlung von JSTV auf diesem Weg beendet.
2022 strahlt JSTV sein Programm auf zwei Kanälen digital über Eutelsat Hot Bird 13D. Das Programm ist dabei zumeist mit dem Conax-System verschlüsselt. Einige Informationssendungen, wie das werktägliche NHK-Frühstücksfernsehen, werden ab 22:00 Uhr MEZ unverschlüsselt gezeigt. Neben der Ausstrahlung über Satellit wird durch das Internet-Angebot JSTV-i ein weiterer Zugang zum Programm von JSTV geboten.
Im Oktober 2023 gab das Unternehmen NHK Cosmomedia (Europe) Limited bekannt, dass JSTV, der japanischen Fernsehsender über Satellit, seinen Senderbetrieb zum Ende Oktober einstellt.